# Jamie Hyneman
James Franklin "Jamie" Hyneman, född 25 september 1956 i Marshall i Michigan, är en amerikansk programledare. 
Hyneman är ägare och grundare av M5 Industries samt var programledare för Mythbusters tillsammans med Adam Savage. Han har tidigare varit sjökapten, innehavare av en djurbutik och även arbetat som kock.